# Les Trois Mages du cosmos
 (juillet 2021).
Si vous disposez d'ouvrages ou d'articles de référence ou si vous connaissez des sites web de qualité traitant du thème abordé ici, merci de compléter l'article en donnant les références utiles à sa vérifiabilité et en les liant à la section « Notes et références ».
 (mai 2021).
La mise en forme du texte ne suit pas les recommandations de Wikipédia : il faut le « wikifier ».
Les points d'amélioration suivants sont les cas les plus fréquents :
- Les titres sont pré-formatés par le logiciel. Ils ne sont ni en capitales, ni en gras.
- Le texte ne doit pas être écrit en capitales (les noms de famille non plus), ni en gras, ni en italique, ni en « petit »…
- Le gras n'est utilisé que pour surligner le titre de l'article dans l'introduction, une seule fois.
- L'italique est rarement utilisé : mots en langue étrangère, titres d'œuvres, noms de bateaux, etc.
- Les citations ne sont pas en italique mais en corps de texte normal. Elles sont entourées par des guillemets français : « et ».
- Les listes à puces sont à éviter, des paragraphes rédigés étant largement préférés. Les tableaux sont à réserver à la présentation de données structurées (résultats, etc.).
- Les appels de note de bas de page (petits chiffres en exposant, introduits par l'outil «  Source ») sont à placer entre la fin de phrase et le point final[comme ça].
- Les liens internes (vers d'autres articles de Wikipédia) sont à choisir avec parcimonie. Créez des liens vers des articles approfondissant le sujet. Les termes génériques sans rapport avec le sujet sont à éviter, ainsi que les répétitions de liens vers un même terme.
- Les liens externes sont à placer uniquement dans une section « Liens externes », à la fin de l'article. Ces liens sont à choisir avec parcimonie suivant les règles définies. Si un lien sert de source à l'article, son insertion dans le texte est à faire par les notes de bas de page.
- La présentation des références doit suivre les conventions bibliographiques. Il est recommandé d'utiliser les modèles {{Ouvrage}}, {{Chapitre}}, {{Article}}, {{Lien web}} et/ou {{Bibliographie}}. Le mode d'édition visuel peut mettre en forme automatiquement les références.
- Insérer une infobox (cadre d'informations à droite) n'est pas obligatoire pour parachever la mise en page.

Pour une aide détaillée, merci de consulter Aide:Wikification.
Si vous pensez que ces points ont été résolus, vous pouvez retirer ce bandeau et améliorer la mise en forme d'un autre article.
Pour plus de détails, voir Fiche technique et Distribution.
Les Trois Mages du cosmos (A Cosmic Christmas) est un court-métrage de Noël d’animation américano-canadienne sorti en 1977 et réalisé par Clive Smith.
Il est diffusé en première sur les ondes de CBC au Canada et en syndication aux États-Unis le 4 décembre 1977 et en version française pour la première fois le 29 décembre 1978 à la Télévision de Radio-Canada. Les Trois Mages du cosmos est le premier d'une série d'émissions spéciales télévisées produites par Nelvana entre 1977 et 1980 et a également été la première production animée du studio. Le court-métrage fut soumis aux Oscars la même année.
À l'occasion du 50e anniversaire de la société Nelvana, une diffusion gratuite et virtuelle du film a eu lieu le 9 décembre 2021 en compagnie d'une partie des membres de l'équipe du film.

## Synopsis
Trois extraterrestres d’une planète inconnue, ressemblant aux Rois mages de la Bible, rendent visite à la Terre afin d'y découvrir le véritable sens de Noël. Peter, un jeune garçon, et Lucy, son oie, sont les premiers à les rencontrer. Incapable de trouver le vrai sens de Noël en ville, Peter les emmène chez sa famille dans les bois. Alors que la grand-mère de Peter raconte aux extraterrestres ses souvenirs de Noël, Marvin, l’un des tyrans de la ville, vole Lucy. Dans la poursuite pour sauver Lucy, Marvin tombe dans un lac gelé. Peter tente de le sauver, mais tombe aussi dans le lac. Les citadins, qui étaient à la recherche des étrangers, tentent de sauver les garçons, mais leur chaîne humaine n’est pas assez longue pour les atteindre. Les trois extraterrestres, qui avaient juré de ne pas interférer avec les événements sur Terre, décident d’aider afin d’apprendre le sens de Noël. L’effort de sauvetage est couronné de succès. Les citadins sont prompts à condamner Marvin pour avoir volé Lucy, mais changent d’avis quand ils se rendent compte que Marvin a volé Lucy parce qu’il n’avait rien à manger. Peter offre à Marvin et à ses amis la chance de se joindre à eux pour le repas de Noël et les étrangers se rendent compte que la famille et l’esprit de pardon sont le vrai sens de Noël.

## Voix originales
- Joey Davidson	: Peter (VF : Flora Balzano)
- Martin Lavut : Dad, Plutox, Santa Joe
- Richard M. Davidson : Lexicon
- Duncan Regehr : Amalthor
- Patricia Moffatt : Mom
- Jane Mallett : Grandma
- Marvin Goldhar : Snerk
- Greg Rogers : Marvin
- Chris Wiggins : Mayor
- Nick Nichols : Townie
- Marian Waldman : Townie